# Chiara Badano
Chiara Badano (29 de octubre de 1971, Sassello, Italia - 7 de octubre de 1990, Ibidem) fue una adolescente italiana que actualmente se encuentra en proceso de ser pronunciada santa por la Iglesia católica. A la edad de nueve años se unió al Movimiento de los Focolares y recibió el apodo de "Luce" por su fundadora Chiara Lubich. A los 16 años se le diagnosticó osteosarcoma, un tipo de cáncer óseo muy doloroso. Chiara sucumbió al cáncer el 7 de octubre de 1990, después de una dura batalla de dos años. Fue beatificada el 25 de septiembre de 2010 en el santuario de Nuestra Señora del Amor Divino en Roma por el papa Benedicto XVI. Su fiesta se celebra el 29 de octubre.

## Biografía
Chiara Badano nació el 29 de octubre de 1971, siendo sus padres Ruggero y María Teresa Badano en el pequeño pueblo. La pareja esperó y rezó durante once años antes de poder tener a Chiara. La consideraban su más grande bendición. Mientras Ruggero trabajaba conduciendo camiones, María Teresa permanecía en casa criando a Chiara. Intentó enseñar a su hija a amar y servir a aquellos que padecen necesidad. Cuando estaba en jardín de infantes, Chiara ahorraba su dinero para donarlo a las misiones de África. En la escuela primaria, siempre solía regalar su almuerzo a algún compañero menos afortunado. Incluso cuando su madre comenzó a mandarla a la escuela con dos almuerzos, Chiara simplemente regalaba los dos. Chiara creció con una relación fuerte y saludable con sus padres, pero no siempre les obedecía y peleaba con ellos ocasionalmente. Un día, Chiara tomó una manzana que se encontraba en un árbol del huerto de un vecino; su madre más tarde relató el acontecimiento «Una tarde, Chiara llegó a casa con una hermosa manzana roja. Le pregunté de dónde la había sacado. Ella me contestó que la había tomado del huerto de la vecina, sin pedir su permiso. Le expliqué que siempre debía preguntar antes de tomar algo que no le pertenecía, y que era necesario que devolviese la manzana y se disculpase con la vecina. Ella no quería hacerlo, porque estaba muy avergonzada. Yo le dije que era mucho más importante confesar lo que había hecho que comer una manzana. Así fue que Chiara devolvió la manzana y explicó todo lo ocurrido a la vecina. Esta tarde, la mujer le trajo a Chiara un cajón lleno de manzanas, diciendo que aquel día Chiara había "aprendido algo muy importante"».

## Movimiento de los Focolares
Chiara asistió a la primera reunión del Movimiento de los Focolares en septiembre de 1980; tenía sólo 9 años de edad. Este grupo, especialmente su fundadora Chiara Lubich, tuvieron un profundo impacto en la vida de Chiara. El grupo se enfocaba en la imagen de Cristo abandonado como forma de sobrellevar las situaciones difíciles. Chiara escribió más tarde, 
«Descubrí que Jesús abandonado es la llave a la unidad con Dios, y quiero elegirlo como mi único esposo. Quiero estar lista para darle la bienvenida cuando venga. Preferirlo por sobre todas las cosas».
Si bien Chiara era una estudiante consciente, tuvo dificultades en la escuela e incluso fracasó en su primer año de secundaria. Se burlaban de ella con frecuencia por sus fuertes convicciones y le dieron el apodo de "Hermana". Chiara hizo una buena cantidad de amigos, quedándose despierta hasta tarde a menudo, para ir a tomarse un café con ellos. También disfrutó de los pasatiempos normales de un adolescente como escuchar música pop, bailar y cantar. Chiara era también una ávida jugadora de tenis; también disfrutaba de la natación y el senderismo.

En 1985, se mudó a Savona, a realizar los estudios de bachillerato. Durante el verano de 1988, cuando tenía 16 años, Chiara mientras disfrutaba de la vida de cualquier adolescente -amigos, música, deporte-, decidió consagrar su vida a Dios pues tuvo una experiencia que le cambió la vida en Roma con el Movimiento de los Focolares. Le escribió a sus padres, 
«Este es un momento muy importante para mi: es un encuentro con Jesús Abandonado. No ha sido fácil abrazar este sufrimiento, pero esta mañana Chiara Lubich explicó a los niños que debemos ser la esposa de Jesús Abandonado». 
Después de este viaje comenzó a escribirse cartas regularmente con Chiara Lubich. Más tarde le pidió que le diese un nuevo nombre, dado que este sería el comienzo de una nueva vida para ella. Chiara Lubich le dio el nombre de Chiara Luce, que significa Chiara Luz. Lubich escribió a Chiara: «tu rostro lleno de luz muestra tu amor por Jesús» razón por la cual le dio aquel nombre.

## Enfermedad
Durante el verano de 1988 a los 16 años de edad, le encontraron un tumor en el hombropor lo que la vida de Chiara sufriría un nuevo cambio, esta vez debido a la enfermedad. Chiara sintió un dolor punzante en el hombro mientras jugaba tenis. Al principio no le dio mayor importancia, pero cuando la presencia de este dolor se prolongó misteriosamente, se sometió a una serie de pruebas. Los médicos descubrieron que tenía una forma de cáncer óseo poco usual, tumoración agresiva y sumamente doloroso, osteosarcoma. Su madre cuenta que cuando volvieron del hospital el día que la diagnosticaron, ya en la casa, al querer consolar a Chiara ella le respondió «ahora no me hables». Su madre quedó esperando al lado de ella, mientras Chiara estaba acostada en su cama, dándole la espalda. Al cabo de 25 minutos Chiara se dio la vuelta, miró a su madre con la sonrisa de siempre y le dijo «ahora sí puedes hablarme». Esos fueron los 25 minutos que Chiara se tomó para dar su sí a Jesús en esta situación extrema. Luego de esto Chiara simplemente dijo,
«Es para ti, Jesús; si tu lo quieres, yo también lo quiero».
A lo largo del tratamiento, Chiara se negó a tomar morfina para poder estar lúcida y consciente. Sentía que era importante conocer su enfermedad y dolor de forma tal que pudiese ofrecer su sufrimiento. Dijo, 
«Reduce mi lucidez y hay una sola cosa que puedo hacer ahora: ofrecer mi sufrimiento a Jesús porque quiero compartir su sufrimiento en la cruz lo máximo posible».
Durante sus estadías en el hospital, se tomaba el tiempo para caminar con otra paciente que se encontraba luchando contra la depresión. Estas caminatas eran de gran beneficio para la otra paciente pero le causaban a Chiara mucho dolor. Sus padres la incentivaban a menudo a quedarse en su habitación y descansar, a lo que ella respondía, «Ya podré dormir más tarde».
Chiara fue capaz de dar testimonio a sus padres, amigos y médicos del hospital de Turín. Uno de sus doctores, el Dr. Antonio Delogu, dijo, «A través de su sonrisa, y sus ojos llenos de luz, nos mostró que la muerte no existe; sólo la vida». Una amiga del Movimiento de los Focolares dijo, «Al principio pensábamos en visitarla para conservar su buen ánimo, pero muy pronto entendimos que, de hecho, nosotros éramos quienes la necesitábamos. Su vida era como un imán que nos atraía a ella», y al final sus amigos se sentían animados por Chiara, visitarla más frecuentemente, y a seguir más de cerca al Señor. 
Chiara conservó su buen ánimo, incluso cuando la dura quimioterapia causó que su cabello se cayera. Cuando un mechón de pelo se caía, Chiara simplemente lo ofrecía a Dios diciendo, «Para ti, Jesús».Donó todos sus ahorros a un amigo que estaba por irse de misión a África. Le escribió diciendo, «Ya no necesito, este dinero. Lo tengo todo».

Para ayudar a preparar a sus padres para la vida después de su muerte, Chiara hizo reservaciones para que sus padres cenaran el día de San Valentín luego de que se negaron a dejarla sola en el hospital. También les ordenó que no volviesen antes de medianoche. Escribió, «Santa Navidad 1990. Gracias por todo. Feliz año nuevo», en una tarjeta de Navidad y las escondió entre otras que estaban en blanco para que su madre la encontrase más tarde».Mientras se sometía a un doloroso procedimiento médico, Chiara fue visitada por una señora, 
«Cuando los doctores comenzaron a realizarme un procedimiento sencillo, pero bastante demandante, una señora con una sonrisa muy hermosa y luminosa entró. Se acercó a mí y tomó mi mano, y su toque me llenó de valor. De la misma forma en que llegó, desapareció, y ya no pude verla más. Pero mi corazón estaba lleno de una alegría inmensa y todo temor me había abandonado. En aquel momento entendí que si estamos listos para todo, Dios siempre nos envía muchas señales de su amor».
La fe de Chiara y su espíritu nunca menguaron ni siquiera luego de que el cáncer le impidiera caminar y una tomografía computada mostrase que no existía posibilidad alguna de remisión. En respuesta a esto, dijo simplemente, «Si tuviera que elegir entre caminar de nuevo e ir al cielo, no lo dudaría. Elegiría el cielo». El 19 de julio de 1989 Chiara casi muere de una hemorragia. Su fe no flaqueó y dijo, «No derramen lágrimas por mí. Yo voy donde Jesús. En mi funeral no quiero gente que llore, sino que cante fuerte».
El Cardenal Giovanni Saldarini se enteró de la enfermedad de Chiara y la visitó en el hospital. Le preguntó, «La luz en tus ojos es espléndida. ¿De dónde proviene?» Chiara respondió, «Yo sólo trato de amar a Jesús con todas mis fuerzas».
Antes de morir, le dijo a su madre, «¡Oh mamá, los jóvenes... los jóvenes... son el futuro. Ya no puedo correr más, pero cómo me gustaría poder pasarles la antorcha, como en las Olimpíadas! Los jóvenes tienen tan sólo una vida y vale la pena vivirla bien».
Cuando Chiara entendió que no mejoraría, comenzó a planear su “boda” (su funeral) con su madre. Eligió la música, las canciones, flores, y las lecturas para la Misa. Quería ser enterrada con su "vestido de novia" un vestido blanco con un lazo rosa, porque su muerte le permitiría convertirse en novia de Cristo. Le dijo a su madre, «Cuando me prepares, mamá, tienes que decirte a ti misma, ‘Chiara Luce está ahora viendo a Jesús’».

## Muerte

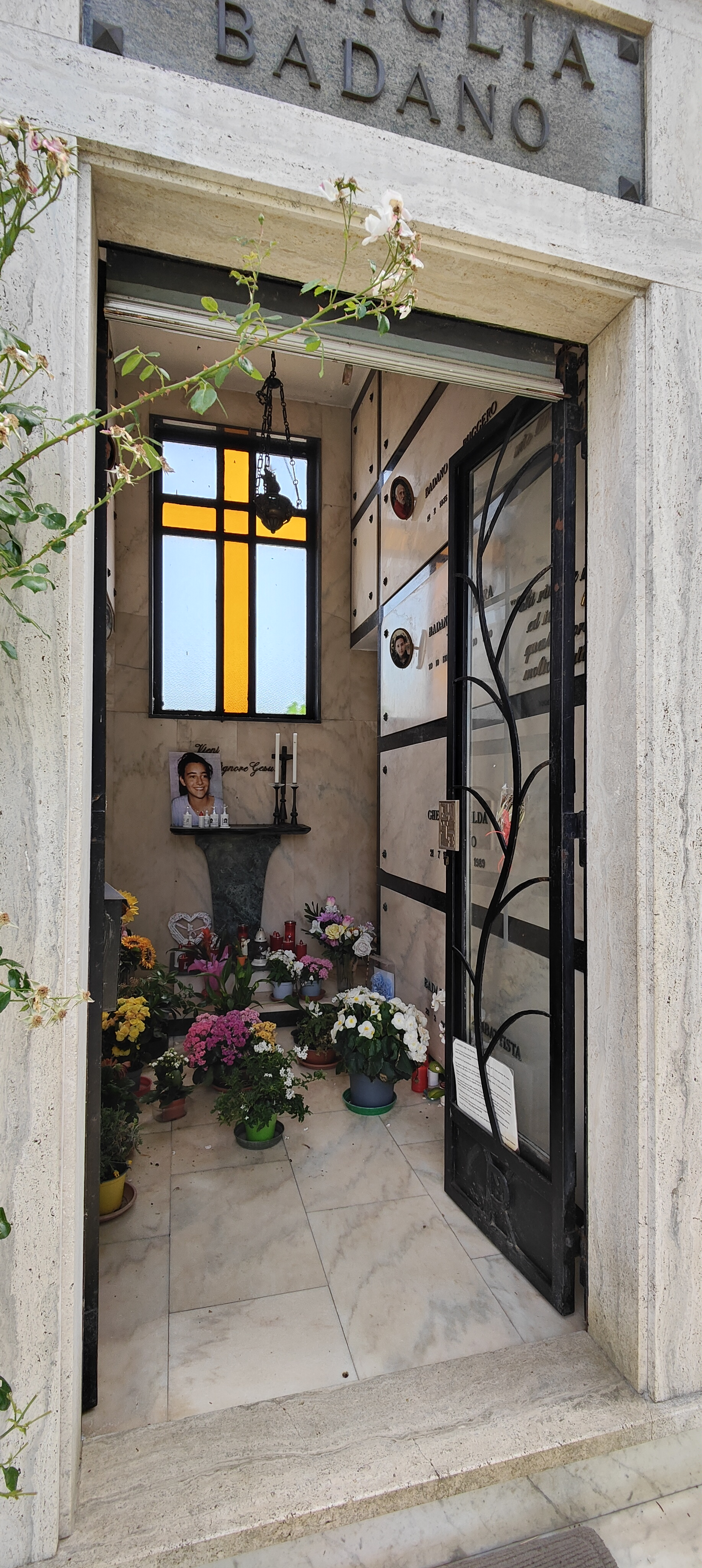
Mausoleo donde se encuentra sepultada Chiara Luce Badano.

Durante sus horas finales, Chiara realizó su última confesión y recibió la eucaristía. Acompañada por su familia, rezaron juntos «Ven Espíritu Santo». Chiara Badano murió a las 4:00 de la madrugada del 7 de octubre de 1990, acompañada de sus padres. Sus últimas palabras fueron «Adiós mamá, sé feliz porque yo lo soy». Dos mil personas asistieron a su funeral; el alcalde de Sassello suspendió las actividades en el pueblo para que todos pudieran asistir. Está enterrada junto a su padre Ruggero (fallecido en octubre de 2018), en el mausoleo familiar del cementerio local.

## Beatificación
La canonización de Chiara fue promovida por el Obispo de Acquia, Monseñor Livio Maritano en 1999. Fue declarada “Venerable” el 3 de julio de 2008. En diciembre de 2009, el Papa Benedicto XVI reconoció el milagro de un joven italiano cuyos padres pidieron intercesión a Chiara para curarlo de meningitis, enfermedad que estaba destruyendo sus órganos. Los médicos no pudieron explicar su súbita recuperación.
Chiara Badano fue declarada “Beata” de la Iglesia Católica el 25 de septiembre de 2010 en el Santuario de Nuestra Señora del Divino Amor. Miles de personas acudieron al evento. El Arzobispo Angelo Amato, Prefecto de la Congregación para las Causas de los Santos de la Santa Sede, dijo que Chiara fue un gran ejemplo de cómo la corta vida de los jóvenes puede ser vivida en gran santidad y que «hoy en día hay gente virtuosa, que en familia, en la escuela y en la sociedad no desperdician su vida». El día de Chiara Badano se festeja el 29 de octubre.
En el año 2023 fue una de las santas patronas de la Jornada Mundial de la Juventud de Lisboa.